# Saison 2 de New York Police Blues
Cet article présente la saison 2 de la série télévisée New York Police Blues.

## Distribution
- Dennis Franz (Andy Sipowicz)
- Henry Simmons (Baldwin Jones)
- Charlotte Ross (Connie McDowell)
- Bill Brochtrup (John Irvin)
- Jacqueline Obradors (Rita Ortiz)
- Mark-Paul Gosselaar (John Clark Jr.)
- Garcelle Beauvais (Valerie Haywood)
- Gordon Clapp (Greg Medavoy)[1]

## Épisodes
La saison comporte 22 épisodes.